# قطعنامه ۴۵۹ شورای امنیت
قطعنامه ۴۵۹ شورای امنیت سازمان ملل متحد که در تاریخ ۱۹ دسامبر ۱۹۷۹ تصویب شد، سندی بین‌المللی دربارهٔ اسرائیل-لبنان است. این قطعنامه طی نشست ۲٬۱۸۰ام با ۱۲ موافق، ۰ مخالف و ۲ ممتنع تصویب شد.